# Sphenomorphus sungaicolus
Sphenomorphus sungaicolus — вид сцинкоподібних ящірок родини сцинкових (Scincidae). Ендемік Малайзії.

## Поширення і екологія
Sphenomorphus sungaicolus відомі з кількох місцевостей, розташованих на Малайському півострові. Вони живуть в рівнинних діптерокарпових лісах, на берегах повільних струмків.